# 邾子夏父
邾子夏父（？—前781年），即曹夏父，為西周諸侯國邾国君主第八代君主，是邾武公的儿子。在位15年。死后，儿子继位，孙子是邾安公。